# Rory Scannell
Pour les articles homonymes, voir Scannell.

a Compétitions nationales et continentales officielles uniquement.

b Matchs officiels uniquement.
Dernière mise à jour le 28 janvier 2017.
Rory Scannell est un joueur international irlandais de rugby à XV évoluant au poste de centre avec l'équipe du Munster en Pro14. Il est le frère cadet du talonneur Niall Scannell et le frère aîné du talonneur Billy Scannell, et le cousin du troisième ligne Jack O'Sullivan (en).

## Carriere

### En équipe nationale
En 2017, il est appelé par Joe Schmidt pour participer à la tournée d'été au Japon et aux États-Unis car la plupart des cadres majeurs du XV du trèfle étaient en Nouvelle-Zélande pour disputer la tournée des Lions britanniques et irlandais. Scannell profite de cette occasion pour se faire une place dans l'effectif de Joe Schmidt car il y dispute son premier match face aux États-Unis en tant que remplaçant. Il entre en jeu à la place de Luke Marshall. Il inscrit 4 points lors de ce match. Il dispute le match suivant face au Japon en tant que remplaçant une nouvelle fois puis joue le second match face au Japon en tant que titulaire, inscrivant 2 points lors de ce dernier match. Ces trois matchs débouchent par des victoires irlandaises. 
En janvier 2018, il est appelé une nouvelle fois en équipe d'Irlande pour disputer le Tournoi des Six Nations 2018.